# Xe sang trọng

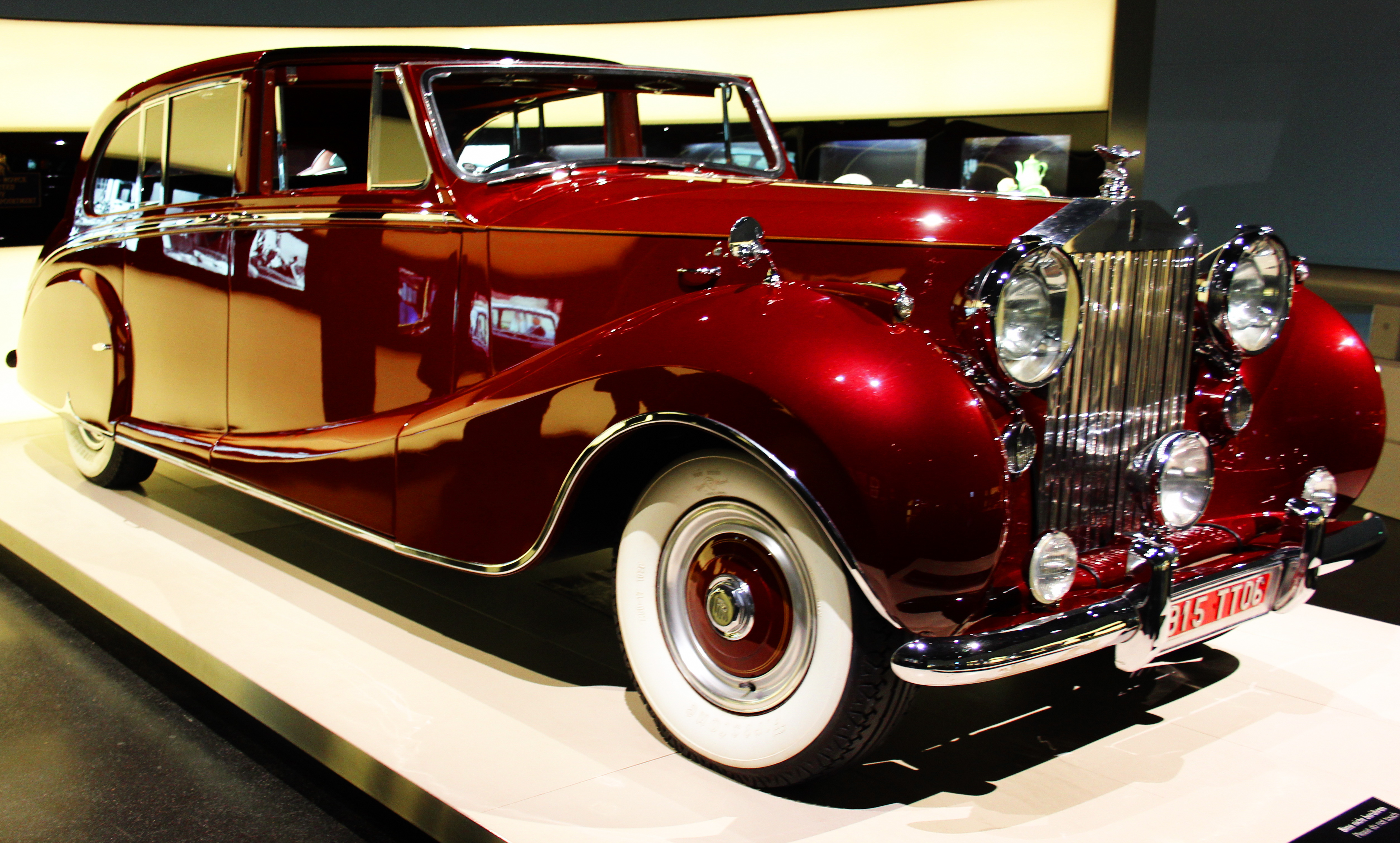
Rolls-Royce Phantom IV (1950 - 1956)

Xe sang trọng hay xe hơi hạng sang là một chiếc xe có mục đích cung cấp cho hành khách (và thường là người lái) sự thoải mái, mức độ trang bị cao cấp hơn, thiết kế trường xe hơn, đẹp hơn và chất lượng đẳng cấp hơn so với xe thông thường (như xe kinh tế, được dùng làm thiết bị vận chuyển giá rẻ cơ bản) với giá cả đắt hơn xe gốc. Thuật ngữ này là chủ quan và có thể dựa trên chất lượng của chính chiếc xe hoặc hình ảnh thương hiệu của nhà sản xuất. Các nhãn hiệu xe sang được coi là có vị trí cao hơn các nhãn hiệu xe cao cấp,  Tuy nhiên, không có sự khác biệt nhất định giữa hai loại này.
Theo truyền thống, những chiếc xe sang là những chiếc sedan cỡ lớn, có  tuy nhiên, những chiếc xe sang trọng hiện đại ngày nay có kích thước rất đa dạng từ những chiếc xe cỡ nhỏ (hatchback, SCUV,...) cho đến những chiếc xe sedan và SUV cỡ lớn.

## Nhãn hiệu

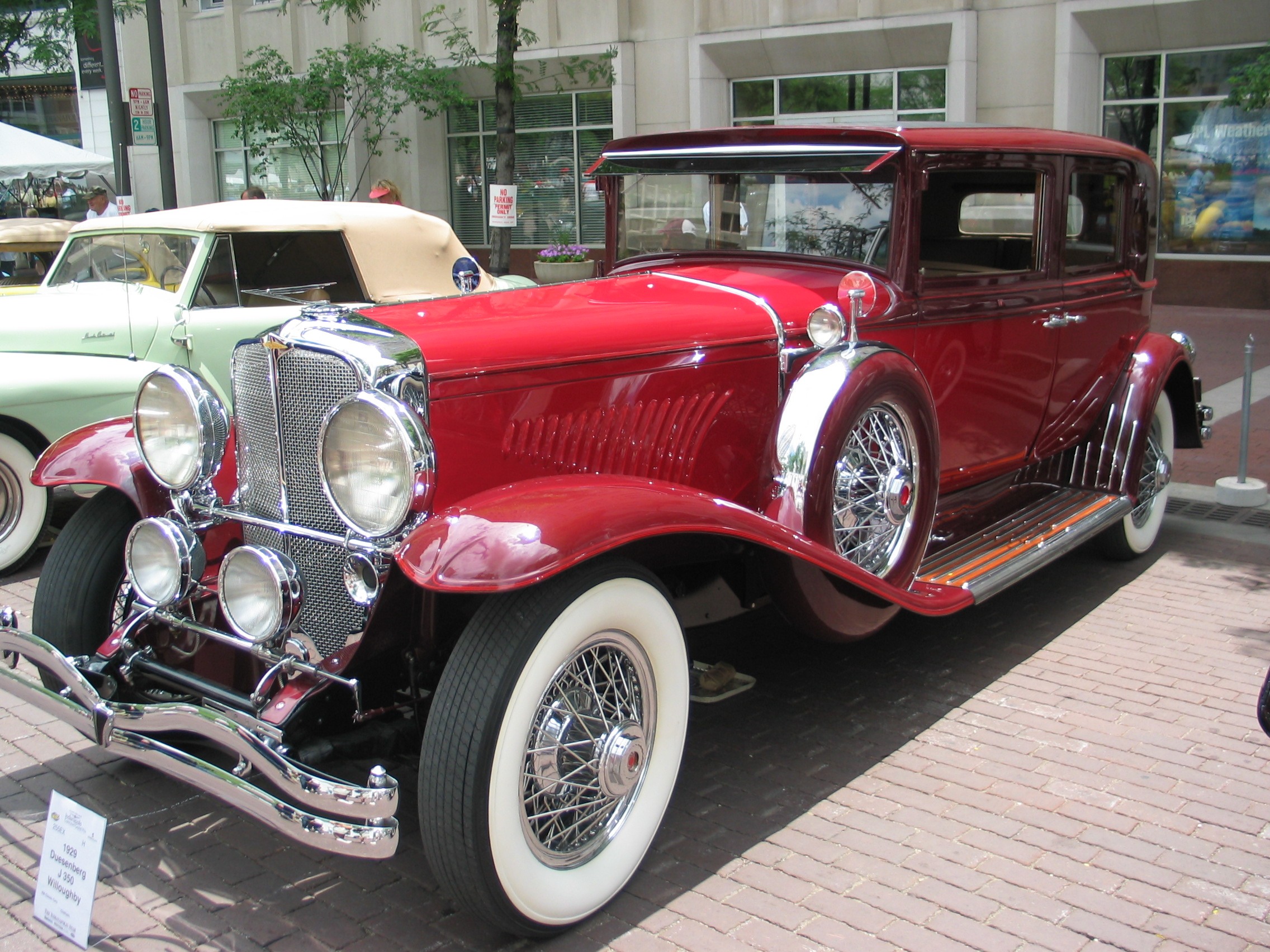
Một chiếc Duesenberg, "một trong những chiếc xe sang trọng tuyệt vời" với thân xe tùy chỉnh của Willoughby

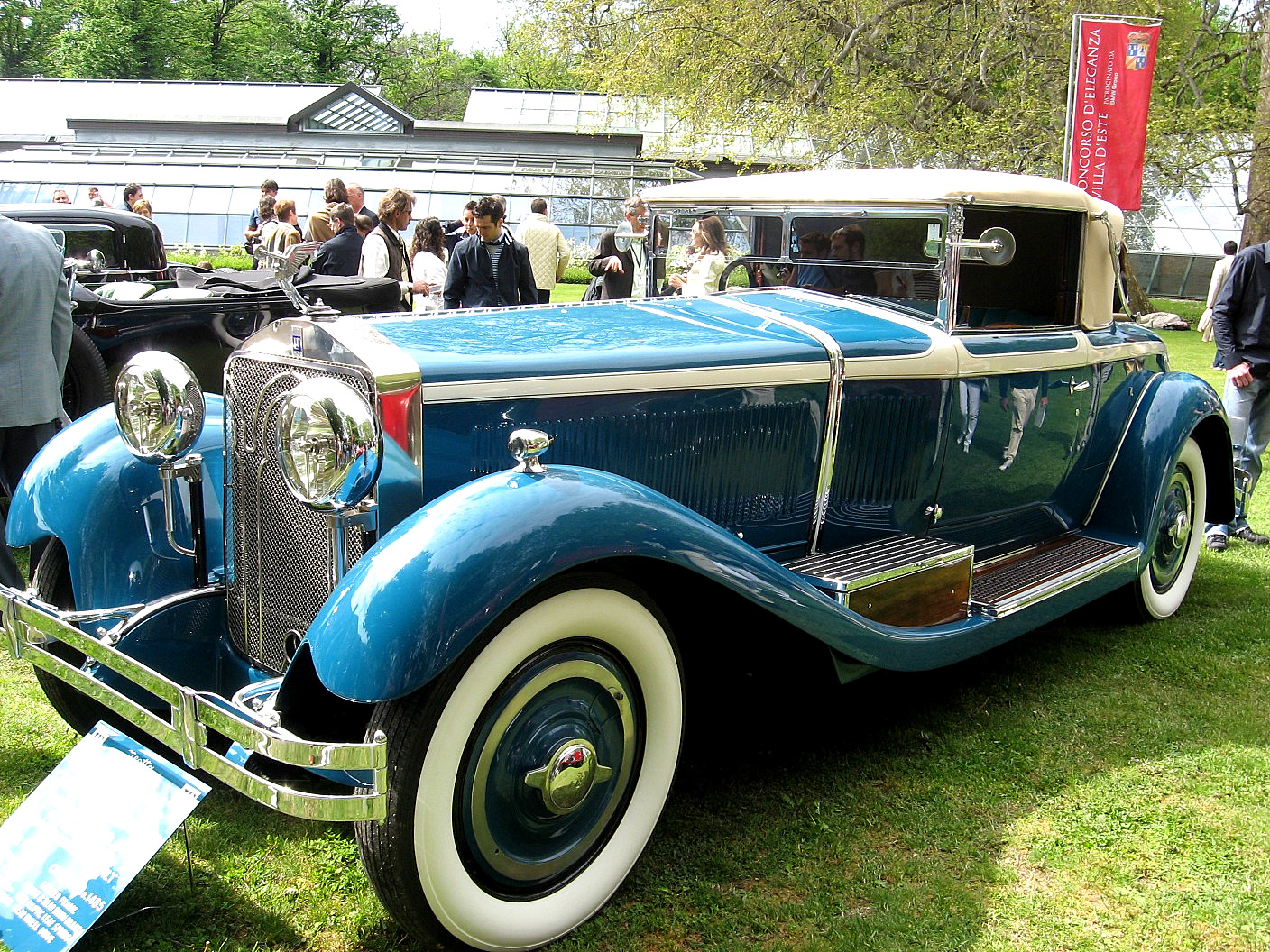
Isotta Fraschini Tipo 8A S LeBaron Boattail Roadster, một chiếc xe sang trọng của thập niên 1930

Một số nhà sản xuất ô tô tiếp thị các mẫu xe sang trọng của họ bằng cách sử dụng nhãn hiệu tương tự như các mẫu còn lại. Các nhà sản xuất khác tiếp thị các mẫu xe hạng sang của họ một cách riêng biệt theo một nhãn hiệu khác, ví dụ như Lexus (được Toyota ra mắt năm 1989)  và Bentley (được Volkswagen mua lại vào năm 1998). Thỉnh thoảng, một chiếc xe sang trọng ban đầu được bán dưới nhãn hiệu chính thống và sau đó được đổi tên dưới nhãn hiệu sang trọng cụ thể (ví dụ như Hyundai Genesis / Genesis G80).
Đối với những chiếc xe sang trọng được sản xuất hàng loạt, việc chia sẻ nền tảng hoặc linh kiện với các mẫu xe khác là phổ biến, theo thông lệ của ngành công nghiệp ô tô hiện đại.